# クアンザ・ノルテ州
クアンザ・ノルテ州（クアンザ・ノルテしゅう、Cuanza Norte,Kwanza Norte）とはアンゴラの州である。州都はンダラタンド。20,500平方キロメートルの面積を擁し、人口は約440,000人である。州名はポルトガル語で北クアンザを意味し、クアンザ・ノルテ州はクアンザ川の北岸に位置する。マヌエル・ペドロ・パラヴィラはこの地で生まれ、元州知事でもあった。カパンダ・ダムはこの州に存在する。

## ムニピシオ
クアンザ・ノルテ州は13にムニシピオから構成される。
| ムニピシオ       | 都市             | 面積 (km2) | 人口（人、2006年推計） |
| ---------------- | ---------------- | ---------- | ---------------------- |
| アンバカ         | カマバテラ       | 3,080      | 123,244                |
| バンガ           | バンガ           | 1,260      | 23,284                 |
| ボロンゴンゴ     | ボロンゴンゴ     | 1,061      | 31,288                 |
| ブラ＝アトゥンバ | ブラ             | 3,604      | 56,718                 |
| カンバベ         | ドンド           | 5,212      | 91,984                 |
| カゼンゴ         | ンダラタンド     | 1,793      | 109,256                |
| デンボス         | キバシェ         | 2,444      | 58,941                 |
| ゴルンゴ・アルト | ゴルンゴ・アルト | 1,989      | 69,918                 |
| ゴンゲンボ       | ゴンゲンボ       | 1,400      | 37,405                 |
| ルカラ           | ルカラ           | 1,718      | 41,792                 |
| パンゴ＝アルケン | パンゴ           | 2,754      | 45,680                 |
| キクルンゴ       | キクルンゴ       | 475        | 30,152                 |
| サンバ・カジュー | サンバ・カジュー | 2,012      | 95,638                 |

ブラ＝アトゥンバ、デンボス、パンゴ＝アルケン など一部のソースはベンゴ州のムニシピオからであり、それ以外のソースはクアンザ・ノルテ州のものである。

## 脚註
1. ↑  “Governadores Provinciais” (ポルトガル語).   アンゴラ政府. 2021年6月12日閲覧。
2. 1 2  “Republic of Angola/Provinces”.   Citypopulation.de (2020年8月14日). 2021年6月12日閲覧。
3. 1 2  “Reference Center: Provinces”.   Angolan Embassy in the United States. 2006年2月11日時点のオリジナルよりアーカイブ。2010年2月28日閲覧。
4. 1 2 3  “Angola Statistics: Kuanza Norte”.   GeoHive. 2010年2月28日閲覧。 “Source: Instituto Nacional de Estatística, Angola. Instituto Nacional de Segurança Social, Angola.”
5. 1 2 3 4 5 6  “Angola Statistics: Bengo”.   GeoHive. 2010年2月28日閲覧。
6. 1 2  “Bengo: Municípios”.   Info-Angola. 2010年2月27日閲覧。